# Hilary Duff
Hilary Duff, née le 28 septembre 1987 à Houston au Texas, est une actrice, auteure-compositrice-interprète, écrivaine, styliste, productrice américaine. Ayant grandi au Texas, elle a lancé sa carrière de comédienne en jouant dans des pièces de théâtre, durant son enfance. Après avoir tenu le rôle principal dans la série télévisée Lizzie McGuire, en 2001, elle est devenue « l'idole des jeunes ». Plus tard, elle a joué dans plusieurs films à succès comme : Lizzie McGuire, le film (2003), Treize à la douzaine (2003), Comme Cendrillon (2004), ou encore Treize à la douzaine 2 (2005). Au fur et à mesure, dans sa carrière, elle a joué des rôles plus adultes comme dans Le Monde de Joan, Ghost Whisperer, New York, unité spéciale ou encore Mon oncle Charlie. En 2009, elle a aussi joué dans plusieurs épisodes de la célèbre série télévisée dramatique, Gossip Girl. Entre autres, elle est apparue dans plusieurs films indépendants comme : War, Inc. (2008), Greta (2009) ou encore Bloodworth (2010).
En 2001, elle a signé un contrat avec la maison de disques Hollywood Records et, l'année suivante, a sorti son premier album Santa Claus Lane. En 2003, son deuxième album, intitulé Metamorphosis, a été certifié triple platine par la Recording Industry Association of America, après s'être vendu à plus de 3 millions d'exemplaires. En 2004, son troisième album, intitulé simplement Hilary Duff, a été certifié platine aux États-Unis. Contrairement au précédent album, qui comptait deux singles à succès, So Yesterday et Come Clean, ce troisième opus ne compte qu'un seul single à succès, intitulé Fly. En 2005, elle sort son premier album de compilation, intitulé Most Wanted, qui a eu beaucoup de succès grâce aux singles Wake Up et Beat of My Heart. En 2007, elle a sorti son quatrième album, intitulé Dignity, dont le premier single With Love a été placé à la 24e place dans le Billboard Hot 100. En 2008, après la sortie de son premier best of, Best of Hilary Duff, elle a rompu son contrat avec Hollywood Records.
Après une pause musicale de sept ans, Hilary Duff a finalement signé avec la maison de disques RCA Records en 2014. Son cinquième album Breathe In. Breathe Out. a débuté à la cinquième position aux États-Unis, devenant son cinquième album à atteindre le top 5.
Elle a vendu plus de 15 millions de disques depuis le début de sa carrière musicale en 2002.
En dehors de sa carrière d'actrice et de chanteuse, elle a créé sa propre ligne de vêtements en 2004, baptisée Stuff by Hilary Duff. Elle a ensuite coécrit avec Elise Allen une trilogie de romans : Élixir (2010), Devoted (2011) et True (2013).

## Biographie

### 1987-1999: Son enfance et ses débuts
Née le 28 septembre 1987 à Houston au Texas, Hilary Duff grandit entre Houston et San Antonio avec son père Robert Erhard Duff (né le 19 septembre 1946), un partenaire dans une chaîne de dépanneurs d'origine française, galloise et irlandaise, et sa mère Susan Colleen Cobb (née le 12 mai 1953), une femme au foyer d'origine allemande, écossaise et anglaise, ainsi qu'avec sa sœur aînée Haylie Duff, qui est également actrice et chanteuse. Ses parents se marient au Texas le 19 juillet 1984 après un an de relation, et finissent par divorcer en 2007 après vingt-trois ans de mariage.
Dès leur plus jeune âge, les sœurs Duff veulent devenir actrices et chanteuses. Encouragées par leur mère, elles commencent à prendre des cours de chant, de comédie, et même de danse. Très vite, elles obtiennent des rôles dans des productions locales et, à l'âge de 6 et 8 ans, elles participent à l'une des productions de la compagnie BalletMet (compagnie de ballet de Columbus, aux États-Unis, fondée en 1974), Casse-Noisette.
Afin de pouvoir faire carrière, les sœurs Duff et leur mère partent vivre en Californie en 1993 — tandis que leur père doit rester à Houston pour son travail. Dès lors, elles passent de nombreuses auditions pour des publicités, des films, ou encore des séries. Dès l'âge de 8 ans, elle prend des cours par correspondance.
En 1997, Hilary Duff a un petit rôle dans la mini-série Sœurs de cœur, ainsi que dans la comédie dramatique, La Carte du cœur (1998). Son premier vrai rôle est dans le téléfilm Casper et Wendy (1998), dans lequel elle jouait Wendy. Cependant, le film reçoit des critiques négatives,. Après avoir joué dans le téléfilm L'ange de l'amour (1999), elle remporte un Young Artist Awards dans la catégorie « Meilleure performance d'un second rôle dans un téléfilm ».

### 2000-2002:Lizzie McGuireetSanta Claus Lane
En mars 2000, Hilary Duff apparaît dans un épisode de la série télévisée dramatique, Chicago Hope : La Vie à tout prix, juste avant d'être retenue pour faire partie de la sitcom, Daddio. Cependant, avant même que Daddio ne soit diffusée, les producteurs la virent du casting. Bouleversée par son renvoi, elle hésite alors à continuer son métier d'actrice. Une semaine plus tard, elle décroche le rôle-titre de la nouvelle série, Lizzie McGuire diffusée sur Disney Channel, après que sa mère l'ait poussée à auditionner pour le rôle. Sa mère devient alors son manager.

Logo de Lizzie McGuire.

La série devient vite très reconnue et elle devient l'idole des jeunes. Lizzie McGuire est diffusée pour la première fois le 12 janvier 2001 avec plus de 2,3 millions de téléspectateurs, à chaque épisode. Cependant, au bout de 65 épisodes, le contrat d'Hilary Duff est rompu et la série prend fin. Même si Disney Channel songe à faire plusieurs films, le projet est annulé lorsque l'agent de Hilary Duff déclare que cette dernière n'est pas assez payée.
En 2002, à l'âge de 15 ans, elle tourne dans son premier long-métrage, Human Nature. Le film est diffusé lors du festival de Cannes et du festival du film de Sundance. Cette même année, elle joue le rôle principal dans le Disney Channel Original Movie, Cadet Kelly — qui fut le film le plus regardé de l'année sur la chaîne.
Après avoir assisté à un concert de Radio Disney en 2001, elle déclare vouloir devenir chanteuse. Avant même de devenir actrice, elle prenait des cours de chant et devient l'une des clientes de Andre Recke qui travaille pour Hollywood Records. Elle lance alors sa carrière musicale en 2002, en chantant sur deux bandes originales : I Can't Wait (de Brooke McClymont) pour Lizzie McGuire, et The Tiki Tiki Tiki Room pour l'album DisneyMania.
Cette même année, elle sort son premier album studio intitulé Santa Claus Lane, sur lequel elle chante en duo avec sa sœur Haylie, Christina Milian et Lil' Romeo. L'album se classe à la 154e place dans le Billboard 200 et est certifié disque d'or,. Deux de ses chansons, Why Not? et What Dreams Are Made Of, figurent sur la bande originale du film Lizzie McGuire, le film.

### 2003:MetamorphosisetTreize à la douzaine
Le 26 août 2003, Hilary Duff sort son deuxième album studio intitulé Metamorphosis, qui reçoit des critiques mitigées. Il est en tête du Billboard 200 et du Canadian Albums Chart, après s'être vendu à plus de cinq millions d'exemplaires en 2005,. Le premier single de l'album, So Yesterday, est en tête du Top 10 dans de nombreux pays, sauf aux États-Unis ; ce fut le même cas pour le deuxième single, Come Clean. Le troisième et dernier single, Little Voice, n'est pas sorti aux États-Unis, mais a un succès mineur en Australie.
Afin de promouvoir Metamorphosis, elle part en tournée en novembre et décembre 2003 avec Metamorphosis Tour. Grâce à cet album, elle remporte son premier Kids' Choice Awards dans la catégorie "Chanteuse préférée", ainsi que son premier World Music Awards dans la catégorie "Meilleure nouvelle artiste" en 2004. Avant d'entamer une autre tournée américaine, elle enregistre une nouvelle version de Our Lips Are Sealed (des Go-Go's) avec sa sœur Haylie, pour la bande originale du film Comme Cendrillon.
En 2003, Hilary Duff a son premier grand rôle dans le film Cody Banks, agent secret, aux côtés de Frankie Muniz. Le film reçoit des critiques positives et est un succès commercial. Cette même année, elle reprend son rôle pour Lizzie McGuire, le film. Cependant, le film reçpoit des critiques mitigées,,. Plus tard dans l'année, elle incarne l'une des douze enfants des personnages de Steve Martin et de Bonnie Hunt, dans le film Treize à la douzainequi est un succès au box-office,. Elle apparît aussi aux côtés de sa sœur Haylie, dans la deuxième saison de Mes plus belles années, ainsi que dans la série Le Monde de Joan en 2005.

### 2004-2006:Hilary DuffetMost Wanted
En 2004, Hilary Duff sort son troisième album intitulé Hilary Duff, le jour de son dix-septième anniversaire. Pour cet album, elle s'implique davantage dans la composition et l'écriture désirant qu'il représente une différence entre elle-même et son ancien personnage dans Lizzie McGuire. Cependant, les critiques sont négatives et on la compare à Avril Lavigne et Ashlee Simpson. Même si les deux singles, Fly et Someone's Watching Over Me, n'ont pas eu beaucoup de succès, l'album atteint la 2e place du Billboard 200, après s'être vendu à plus de 92 000 exemplaires. En tout, il se vend à plus de 1,8 million d'exemplaires aux États-Unis et est certifié disque de platine par la Recording Industry Association of America.
En 2005, Hilary Duff sort son premier album de compilation intitulé Most Wanted, qui comporte trois nouvelles chansons en plus d'anciennes issues de ses deux précédents albums. Cependant, l'album obtient des critiques négatives. En revanche, les trois nouvelles chansons, Wake Up, Beat of my Heart et Break My Heart, reçoivent des critiques plutôt positives. Most Wanted se place en tête du Billboard 200 et à la troisième place au Canada. Dès la première semaine après sa sortie, il se vend à plus de 200 000 exemplaires et est certifié disque de platine un mois plus tard par la Recording Industry Association of America. Pendant plus d'un an, de juillet 2005 à septembre 2006, elle part en tournée mondiale afin d'assurer la promotion de son album : c'est le Most Wanted Tour.
En 2006, on la retrouve dans le film Material Girls aux côtés de sa sœur Haylie dans lequel elles reprennent la chanson Material Girl de Madonna. Elle cite cette dernière comme étant une de ses influences depuis son enfance.
En 2004, Hilary Duff tourne dans la comédie romantique, Comme Cendrillon, aux côtés de Chad Michael Murray. Même si le film reçoit des critiques négatives, il est un succès au box-office,. Cette même année, elle tient le rôle principal dans le drame, Trouve ta voix dans lequel elle incarne un personnage plus mature, mais le film n'a pas beaucoup de succès. Avec ces deux films, elle est nommée pour un Razzie Awards dans la catégorie "Pire actrice", en 2005.
En 2005, les deux films Treize à la douzaine 2 et L'Homme parfait, lui valent une deuxième nomination aux Razzie Awards. Ils ont tous deux des critiques négatives et très peu de succès dans le box-office. Entre autres, Hilary Duff et Haylie prêtent leurs voix pour le film d'animation Foodfight! (2005), mais le film n'est jamais sorti.

### 2007-2009:Dignity,Best of Hilary Duffet films indépendants
En 2007, elle sort son quatrième album studio, Dignity, qu'elle a coécrit avec Kara DioGuardi. Contrairement à ses précédents albums qui sont plus pop rock, Dignity démontre un côté beaucoup plus dance et electropop. L'album reçoit principalement des critiques positives et atteint la 3e place du Billboard 200 bien qu'il soit alors l'album le moins vendu de la chanteuse. Malgré le faible succès de l'album, le single With Love est en tête du Hot Dance Club Songs tandis que le troisième single, Stranger, est un succès. Aux États-Unis, Dignity est certifié disque d'or par la Recording Industry Association of America. Pendant sept mois, de juillet 2007 à février 2008, elle part en tournée notamment au Brésil et en Australie.

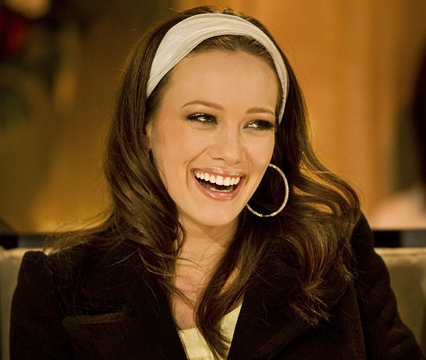
Hilary Duff en 2007.

En avril 2007, un documentaire sur Hilary Duff est diffusé sur la chaîne télévisée MTV, Hilary Duff : This Is Now. Le documentaire suit la chanteuse pendant deux semaines durant l'enregistrement de Dignity. L'année suivante, elle joue le rôle principal dans le film indépendant, War, Inc., dans lequel elle incarne une jeune femme originaire d'Asie centrale et très sexuelle. Pour le film, elle enregistre deux chansons exclusives : Boom Boom Bang Bang et I Want to Blow You Up. War, Inc. reçoit principalement des critiques négatives et n'est diffusé que dans deux cinémas dans tous les États-Unis. En tout, le film rapporte 580 862 dollars.

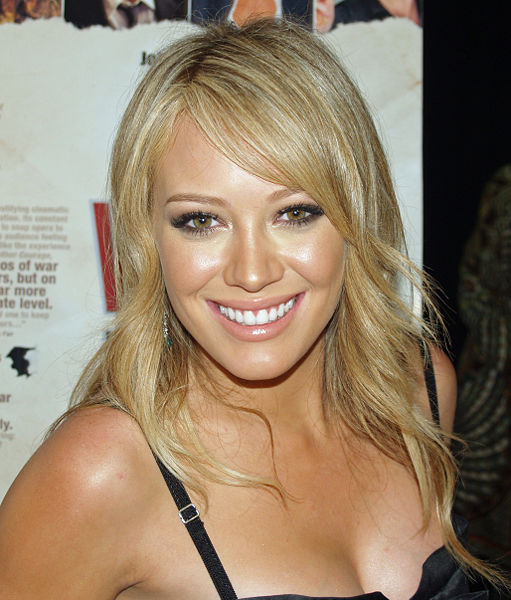
L'actrice au Festival du film de Tribeca en 2008.

L'année suivante, elle sort son premier best of, Best of Hilary Duff. Tout comme Most Wanted, l'album contient des chansons de ses précédents albums, des remix et deux nouvelles chansons : Reach Out et Holiday. Best of Hilary Duff est le premier album de la chanteuse à ne pas avoir eu de certification par la Recording Industry Association of America, et avoir atteint seulement la 125e place des charts américains. Alors qu'elle espère pouvoir composer une autre chanson pour promouvoir l'album, Hollywood Records en décide autrement. Hilary Duff rompt alors son son contrat avec la maison de disque. Lors d'une interview avec MTV, elle déclare qu'elle a commencé à travailler sur un nouvel album en décembre 2008 ; cependant, ce projet ne s'est jamais fait. En 2009, Hilary et Richard Vission ont collaboré ensemble sur une chanson intitulée Any Other Day, pour la bande originale du film What Goes Up.
Cette même année, Hilary Duff se voit offrir le rôle d'Annie Wilson dans la série dramatique, 90210 Beverly Hills : Nouvelle Génération, mais le refuse déclarant ne plus être attirée par les rôles d'adolescentes. En 2009, elle joue dans plusieurs épisodes de la troisième saison de la célèbre série, Gossip Girl. Grâce à son rôle dans la série, elle a remporté un Teen Choice Awards l'année suivante dans la catégorie "Meilleur second rôle féminin à la télévision". Cette même année, elle joue dans un épisode de Ghost Whisperer et de New York, unité spéciale.

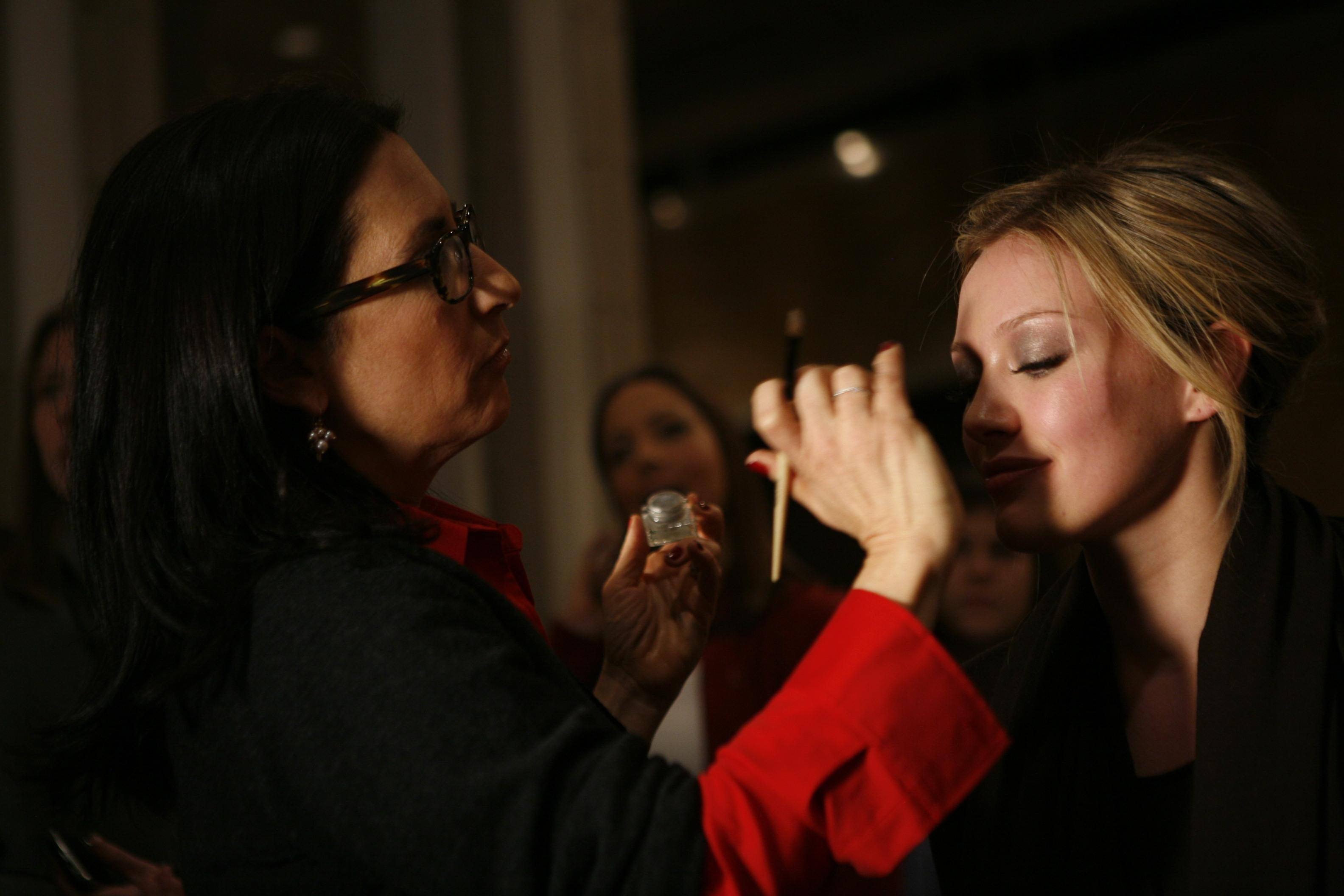
Hilary Duff dans les coulisses de l'évènement The Heart's Truth Red Dress Collection Fashion Show en février 2009.

En 2009, elle joue dans deux films indépendants : Greta dans lequel elle incarne une adolescente suicidaire et rebelle, et What Goes Up où elle endosse le rôle d'une jeune femme séductrice et sarcastique. Les deux films reçoivent, en terme général, des critiques positives et les deux prestations de Hilary Duff sont bien reçues,. Cette même année, elle devait jouer Bonnie Parker dans le remake de Bonnie et Clyde, The Story of Bonnie and Clyde. Cependant, en 2011, elle refuse le rôle à cause de son emploi du temps trop chargé.

### 2010-2012:Love and The CityetBloodworth

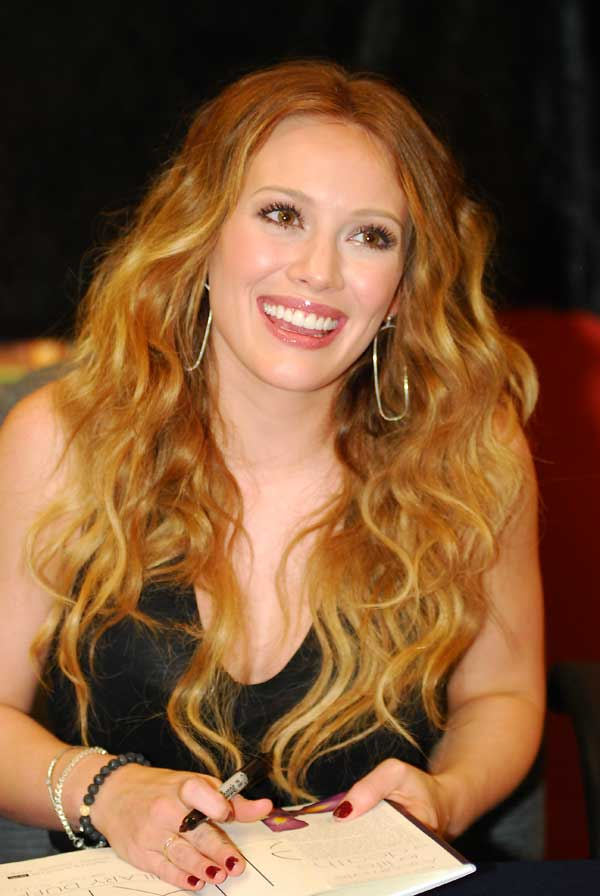
Hilary Duff en séance de dédicaces pour Élixir en octobre 2010.

En 2010, elle interprète le rôle principal dans le téléfilm Love and The City, diffusé sur ABC Family dans lequel elle incarne une jeune journaliste qui recherche l'amour. Lors de sa première diffusion, le film réunit plus de 2,4 millions de téléspectateurs. Cette même année, elle joue dans un épisode de la sitcom, Community. L'année suivante, elle tourne dans le drame Bloodworth dans lequel elle interprétait la fille adolescente d'une alcoolique. Elle joue ensuite dans la comédie Stay Cool (2011), ainsi que dans le film indépendant She Wants Me en 2012.
En octobre 2011, Hilary Duff mentionne la possibilité d'un cinquième album puis, en janvier 2012, elle déclare sur Twitter qu'elle travaille sur ce projet.
En août 2012, Hilary Duff déclare avoir signé un contrat afin de produire une comédie pour la société de productions, 20th Century Fox mais le projet ne s'est jamais réalisé.

### Depuis 2013:Breathe In. Breathe Out.,Younger, puis retour dans Lizzie McGuire
En début d'année 2013, Hilary Duff apparaît dans Raising Hope et Mon oncle Charlie. Elle prête également sa voix pour le film d'animation, Wings, avec Jesse McCartney et Josh Duhamel. En juillet 2013, elle tourne le film indépendant Flock of Dudes qui sort au printemps 2014.
En août 2013, lors d'une interview avec Idolator.com, Hilary Duff déclare que les chansons qu'elle a enregistré en 2012 ne figureront pas sur son cinquième album. Cependant, il est confirmé qu'elle prépare alors celui-ci, mais aucune date de sortie n'est fixée. En septembre 2013, elle déclare sur Instagram qu'elle collabore avec le célèbre producteur et compositeur, Billy Mann — qui a travaillé avec Céline Dion, Pink, Boyzone, ou encore Robyn — et qu'ils travaillent sur une chanson intitulée Better Days. Le 7 novembre 2013, elle annonce qu'elle vient de coécrire une chanson avec Lindy Robbins, intitulée Outlaw. La chanson est enregistrée le 9 décembre 2013.
Le 20 novembre 2013, il est annoncé que Hilary Duff venait de prêter sa voix à un personnage dans Dora l'exploratrice, le temps d'un épisode. Le 4 décembre, lors d'une interview, elle confirme que jusqu'à présent, elle avait enregistré six chansons pour son cinquième album. Elle déclare également que l'album serait un mélange de dance et de musique indie, et que le premier single devrait sortir au printemps 2014. Il est aussi confirmé qu'elle travaillait à nouveau avec Andre Recke, son ancien manager lorsqu'elle était sous contrat avec Hollywood Records.
Le 15 janvier 2014, il est annoncé que Hilary Duff a obtenu le rôle principal dans la nouvelle série télévisée, Younger. Elle travaille aux côtés de Sutton Foster, et la série est produite par Darren Star, le créateur de Sex and the City. Le tournage de Younger débute en février 2014 à New York et se poursuit en septembre 2014. En avril 2014, il est confirmé que la série comprendra 12 épisodes et devrait être diffusée à l'automne 2014 sur la chaîne TV Land. La série est diffusée depuis le 31 mars 2015 sur TV Land.
En mai 2014, Hilary Duff annonce lors d'une interview, qu'elle a travaillé avec Savan Kotecha et Ed Sheeran sur son cinquième album. Le 23 juillet 2014, il est annoncé qu'elle vient de signer un contrat avec la maison de disques RCA Records et que son cinquième album sortira sous ce label. Peu après, le 29 juillet, elle sort son premier single, intitulé Chasing the Sun. Le single entre à la 79e place du Billboard Hot 100 et le clip obtient plus de 47 millions de vues sur YouTube. Le 12 août, elle a sorti son deuxième single, intitulé All About You, dont le clip sort le 24 septembre 2014. Le 7 avril 2015, elle sort un troisième single, Sparks, qui figure sur son cinquième album, intitulé Breathe In. Breathe Out.. L'album se vend à plus de 39 000 exemplaires durant la première semaine de sa sortie, ce qui lui permet de débuter à la cinquième position aux États-Unis, devenant le cinquième album de Hilary à atteindre le top 5.
À la fin de l'été 2019, l'actrice annonce le retour de la série Lizzie McGuire et qu'elle reprendra son rôle dans la série du même nom.

## Autres activités

### Romans
Avec la maison d'édition américaine, Simon & Schuster, et l'auteur, Elise Allen, Hilary Duff écrit un roman, intitulé Élixir. Le premier tome sort en octobre 2010, et The New York Times le nomme best-seller de l'année dans le monde entier. À la suite du succès du roman, elle écrit un deuxième tome, Devoted, édité en octobre 2011. Deux ans plus tard, en avril 2013, sort le troisième et dernier tome, True.
En 2012, Hilary Duff déclare qu'elle aimerait écrire un livre pour les enfants, afin de les aider à surmonter le divorce de leurs parents, mais le projet ne s'est jamais fait.

### Entrepreneuriat
Peu de temps après avoir signé un contrat avec l'agence de mannequin, IMG Models, Hilary Duff créé deux lignes de vêtements en 2004. La première, Stuff by Hilary Duff, sort aux États-Unis, au Canada, en Australie et en Afrique du Sud, ainsi qu'en France dans les magasins Pimkie. Plus tard, sa ligne de vêtements produit des bijoux et des accessoires. Cependant, en fin d'année 2008, elle met un terme à Stuff by Hilary Duff. Sa deuxième collaboration est avec DKNY Jeans qui sort en août 2009.
En 2006, Hilary Duff sort également son propre parfum, baptisé With Love...Hilary Duff, en collaboration avec la société Elizabeth Arden. Tout d'abord vendu exclusivement aux États-Unis, le parfum est ensuite exporté en Europe, au Japon, et au Canada. En 2008, pour la Saint-Valentin, elle sort une autre version du parfum, baptisé Wrapped with Love.

## Image publique

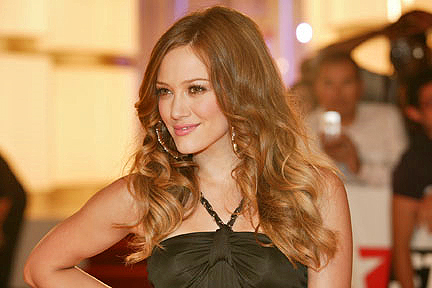
Hilary Duff lors du festival international du film de Toronto en septembre 2007.

À la suite du grand succès de Lizzie McGuire, Richard Huff qui travaille pour New York Daily News, surnomme Hilary Duff « la version 2002 d'Annette Funicello » mais que « l'image de Lizzie McGuire lui est trop collée à la peau ». En 2005, Katie Long, qui travaille pour un Centre de la jeunesse et des parents, déclare que Hilary Duff était une idole pour les plus jeunes : « Hilary n'est pas comme Britney Spears ou Christina Aguilera...Du moins, pas encore. ». Hilary Duff est alors perçue comme une jeune fille talentueuse qui donne « une image positive aux plus jeunes » et qui entretient une « relation très proche avec sa famille ».
Au fil des années, Hilary Duff essaye de se détacher de son image Disney et commence à faire des photos plus sexy et osées. En 2007, elle pose en bikini pour la couverture des magazines Us Weekly et Shape (en) puis, dans le magazine Maxim, une déclaration disait « qu'elle était passée de l'idole des adolescents au nouveau sex-symbol ». Par la suite, Hilary Duff est classée 23e  des 100 femmes les plus sexy du magazine Maxim et, en 2008, elle est classée 8e du classement du magazine FHM. L'agence de presse mondiale Associated Press déclare que cette soudaine provocation était « clairement dans l'intention de mettre son image de Lizzie McGuire derrière elle ». Cependant, Young Hollywood note que « même si elle a grandi, elle a gardé sa douce personnalité ».

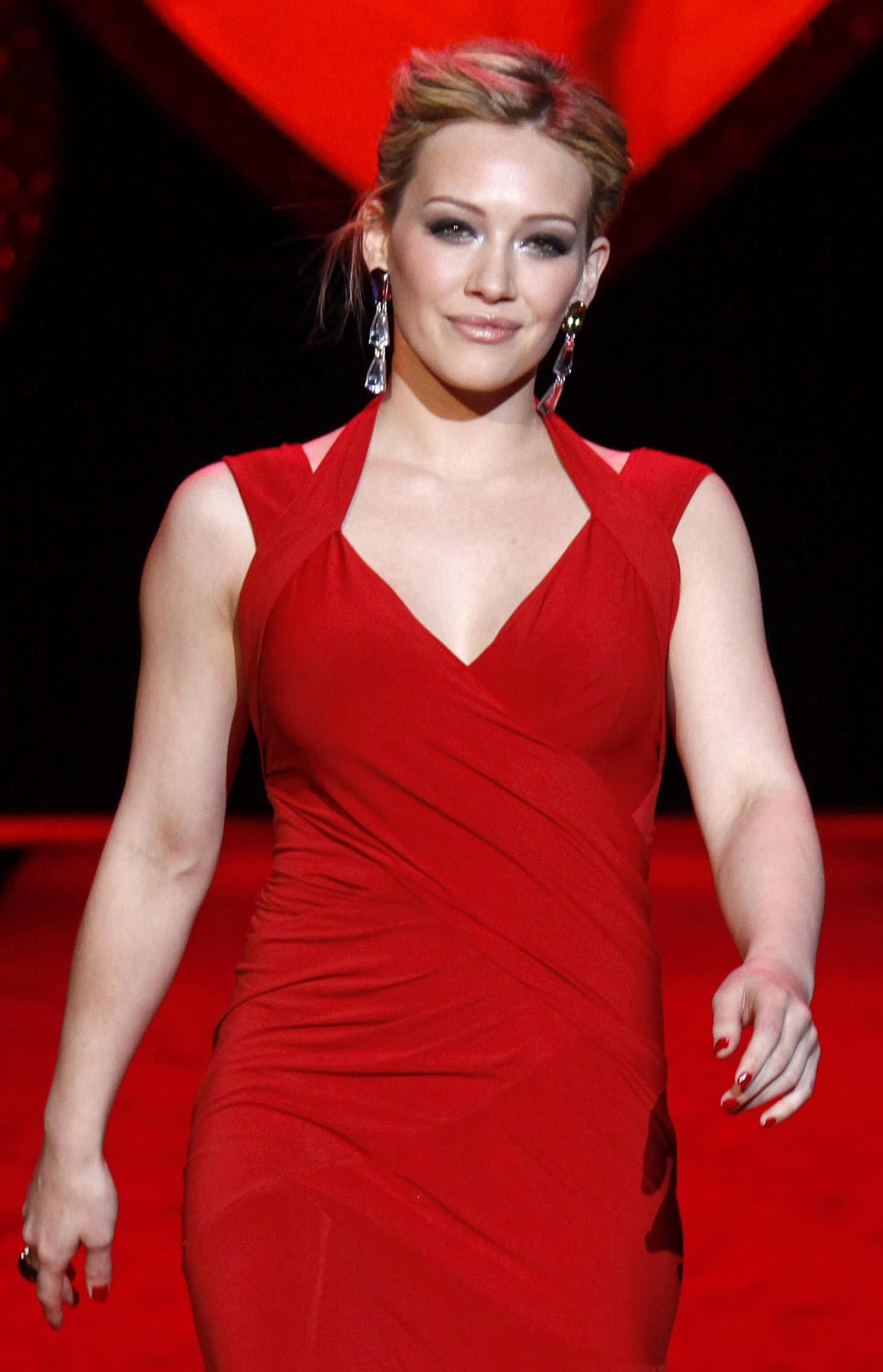
L'actrice défilant au Hearth Truth en 2009.

En juin 2006, lors d'une interview avec le magazine Elle, elle déclare : « Ma virginité est quelque chose que j'apprécie énormément chez moi. Cela ne veut pas dire que je n'ai jamais pensé au sexe, parce que tous ceux que je connais l'ont déjà fait, et tu veux t'intégrer. ». Mais, plus tard, lors des MuchMusic, elle voue n'avoir jamais dit ça et que ces paroles ne venaient pas de sa bouche, en expliquant : « Ce n'est vraiment pas le sujet que j'aborderais. ». Elle a, une nouvelle fois, nié cette déclaration en 2008 dans le magazine Maxim.
En 2012, peu après la naissance de son premier enfant, Hilary Duff est au centre d'une attention médiatique à cause de son poids. Lors d'une interview , elle explique : « Je me fiche de ce que les gens pensent, mais qu'ils me le disent en face ! »[réf. souhaitée]. En 2013, elle déclare ensuite qu'il lui a fallu une année entière pour retrouver son corps d'avant, et qu'elle a perdu plus de 13 kilos depuis la naissance de son fils.
Après être restée inactive pendant six ans dans l'industrie musicale, Hilary Duff annonce qu'elle ne fera pas son grand retour avec une image provocatrice. Elle insiste sur le fait qu'elle reste loyale envers ses plus jeunes fans, et qu'elle reste authentique : « Si tout le monde fait la même chose, alors la provocation n'est plus de la provocation. ». Elle explique aussi qu'elle a aimé faire un long break, afin de pouvoir fonder une famille : « Je n'ai rien fait pendant trois ans et demi ; j'ai rencontré mon mari, je me suis mariée, et j'ai eu un bébé. J'ai pris le temps de découvrir qui j'étais. Maintenant, je suis prête à faire mon retour. ».

## Vie privée
Hilary Duff est atteinte d'un trouble déficitaire de l'attention avec hyperactivité et prend de la ritaline depuis l'âge de 7 ans.
En décembre 2000, à 13 ans, Hilary Duff commence à fréquenter l'acteur et chanteur, Aaron Carter. Ils sortent ensemble jusqu'en mai 2002, avant que celui-ci ne rencontre et fréquente Lindsay Lohan. Le couple se remet ensuite ensemble avant de se séparer définitivement en 2003. Elle est ensuite en couple avec Joel Madden, le chanteur du groupe Good Charlotte, de juillet 2004 à novembre 2006.
En juillet 2007, elle devient la compagne de Mike Comrie, un joueur professionnel canadien de la ligue nationale de hockey de sept ans son aîné. Après s’être fiancés en février 2010,, ils se marient le 14 août 2010 à Santa Barbara, en Californie. Ensemble, ils ont un fils, prénommé Luca Cruz Comrie (né le 20 mars 2012). Le 10 janvier 2014, il est annoncé qu'ils se sont séparés au bout de six ans de vie commune, trois ans de mariage, et dix-huit mois de thérapie de couple,, mais ce n'est qu'en février 2015 qu'Hilary demande le divorce citant des « désaccords insurmontables », et demande la garde partagée de leur fils,. Leur divorce  est prononcé en février 2016 et ils obtiennent la garde partagée de leur fils, Luca.
Après avoir été en couple avec Jason Walsh, un coach sportif, d’août 2015 à novembre 2016,, Hilary devient la compagne du chanteur Matthew Koma, en janvier 2017. Après s’être séparés en mars 2017, ils sont de nouveau ensemble depuis septembre 2017. Le couple se fiance en mai 2019, puis se marie sept mois plus tard, le 21 décembre 2019. Ils ont trois filles : Banks Violet Bair (née le 25 octobre 2018), Mae James Bair (née le 24 mars 2021) et Townes Meadow Bair (née le 3 mai 2024). 

## Filmographie

### Cinéma
- 1997 : Sœurs de cœur : une figurante
- 1998 : La Carte du cœur : une figurante
- 1998 : Casper et Wendy : Wendy
- 2002 : Cadet Kelly : Kelly Collins
- 2002 : Human Nature : Lila Jute, plus jeune
- 2003 : Cody Banks, agent secret : Natalie Connors
- 2003 : Lizzie McGuire, le film :  Elizabeth « Lizzie » McGuire / Isabella Parigi
- 2003 : Treize à la douzaine : Lorraine Baker
- 2004 : Comme Cendrillon : Samantha "Sam" Montgomery
- 2004 : Trouve ta voix : Teresa "Terri" Fletcher
- 2004 : À la recherche du Père Noël : Crystal (voix, film d'animation)
- 2005 : L'Homme parfait : Holly Hamilton
- 2005 : Treize à la douzaine 2 : Lorraine Baker
- 2005 : Foodfight! : Sunshine Goodness (voix, film d'animation)
- 2006 : Material Girls :Tanzie Marchetta
- 2008 : War, Inc. : Yonica Babyyeah
- 2009 : Stay Cool : Shasta O'Neil
- 2009 : What Goes Up : Lucy Diamond
- 2009 : Greta : Georgiana Evelina "Greta" O'Donnell
- 2011 : Bloodworth : Raven Lee Halfacre
- 2012 : She Wants Me : Kim Powers
- 2013 : Wings : Windy (voix, film d'animation)
- 2016 : Flock of Dudes : Amanda
- 2018 : Meet Your Tooth Fairy : Twinkle
- 2019 : The Haunting of Sharon Tate : Sharon Tate

### Télévision

#### Séries télévisées
- 2000 : Chicago Hope : La Vie à tout prix : Jessie Sheldon (saison 6, épisode 17)
- 2001–2004 : Lizzie McGuire :   Elizabeth « Lizzie » McGuire (rôle principal, 65 épisodes)
- 2003 : George Lopez : Stephanie (saison 2, épisode 22)
- 2003 : Mes plus belles années : The Shangri-Las (saison 2, épisode 8)
- 2003–2005 : Une famille du tonnerre : Kenzie / Stephanie (2 épisodes)
- 2004 : Frasier : Britney (saison 11, épisode 12)
- 2005 : Le Monde de Joan : Dylan Samuels (saison 2, épisode 14)
- 2009 : Ghost Whisperer : Morgan Jeffries (saison 4, épisode 19)
- 2009 : New York, unité spéciale : Ashlee Walker (saison 10, épisode 19)
- 2009 : The Chase : Mogan (7 épisodes)
- 2009 : Gossip Girl : Olivia Burke (saison 3, 6 épisodes)
- 2010 : Community : Meghan (saison 2, épisode 7)
- 2013 : Raising Hope : Rachel (saison 3, épisode 20)
- 2013 : Mon oncle Charlie : Stacey (saison 10, épisode 23)
- 2013 : Dora l'exploratrice : Ice Witch (voix, saison 1, épisode 153)
- 2015–2021 : Younger : Kelsey Peters (rôle principal, 84 épisodes)
- 2022 : How I Met Your Father : Sophie (rôle principal, 30 épisodes)

#### Téléfilms
- 1997 : Soeurs de coeur
- 1998 : Casper et Wendy : Wendy
- 1999 : L'ange de l'amour : Ellie
- 2002 : Cadet Kelly : Kelly
- 2005 : Le Plus Beau des cadeaux : elle-même
- 2010 : Love and the City : Lane Daniels

#### Émissions télévisées
- 2007 : The Andy Milonakis Show (saison 3, épisode 1)
- 2012 : Projet haute couture (saison 10, épisode 11)

## Discographie
- 2002 : Santa Claus Lane
- 2003 : Metamorphosis
- 2004 : Hilary Duff
- 2006 : 4ever Hilary
- 2007 : Dignity
- 2008 : Best of Hilary Duff
- 2015 : Breathe In. Breathe Out.

## Voix françaises
En France, Julie Turin est la voix française régulière d'Hilary Duff. Sylvie Jacob et Noémie Orphelin l'ont doublée à trois et deux reprises.
Au Québec, Catherine Bonneau est la voix québécoise régulière de l'actrice.

### En France
| - Julie Turin dans : - Lizzie McGuire (série télévisée) - Lizzie McGuire, le film - L'Homme parfait - Gossip Girl (série télévisée) - Love and the City - Bloodworth - Younger (série télévisée) - How I Met Your Father (série télévisée) | - Sylvie Jacob dans : - Cody Banks, agent secret - Treize à la douzaine - Treize à la douzaine 2 - Noémie Orphelin dans : - Human Nature - Le Monde de Joan (série télévisée) Et aussi - Kelly Marot dans Casper et Wendy - Dorothée Pousséo dans Cadet Kelly (téléfilm) |

### Au Québec
| - Catherine Bonneau dans : - Moins cher la douzaine - Trouve ta voix - Moins cher la douzaine 2 - Filles matérialistes - Assassins, Inc | Et aussi - Claudia-Laurie Corbeil dans Casper et Wendy - Geneviève Déry dans Agent Cody Banks - Geneviève Désilets dans Une aventure de Cendrillon |

## Publications
- Élixir [« Elixir »] (trad. de l'anglais), Neuilly-sur-Seine, avec Elise Allen, Éditions Michel Lafon, 2011, 328 p. (ISBN 978-2-7499-1351-3 et 2749913519)
- Devoted, 2011 (ISBN 978-1-4424-0856-2 et 1442408561)
- True : An Elixir Novel, 2014, 304 p. (ISBN 978-1-4424-0858-6 et 1442408588, lire en ligne) (sorti en 2013 aux États-Unis - pas encore sorti en France)